# Seni Ngava
Seni Ngava (26 settembre 1983) è un calciatore salomonese, difensore del Kossa.

## Carriera

### Nazionale
Ha debuttato in Nazionale il 7 luglio 2011, nell'amichevole Isole Salomone-Vanuatu (2-1). Ha partecipato, con la Nazionale, alla Coppa delle nazioni oceaniane 2012. Ha collezionato in totale, con la maglia della Nazionale, 11 presenze.